# La Vie de mariage
La Vie de mariage est le treizième album de la série Les Bidochon créée par Christian Binet, paru en 1993.

## Synopsis
Raymonde est en pleine dépression. Il lui faut de l'amour, du vrai, du romantique, du courtois et Robert ne semble pas être le mieux placé pour lui en donner.

## Commentaires
- L’album est sous-titré État des lieux
- Les Bidochon existent depuis 13 ans mais il ne s'est passé que 5 ans dans l'histoire du couple entre le premier et le treizième tome. En tout, ils sont mariés depuis 15 ans.
- Chaque histoire est précédé d'une case noire où apparaissent quatre ou cinq mots que l'on retrouvera dans l'histoire en question, comme si Binet avait joué au Logo-Rallye.
- Raymonde explose d'amour et tient ici un rôle écrasant. Robert, complètement dépassé, s'accroche pour ne pas être largué.

## Couverture
Robert et Raymonde assis sur un banc au clair de lune. Elle est béate, de petits cœurs roses virevoltent à ses côtés; il a le regard fatigué et regarde sa montre discrètement.